# Альваро Мунера
Альваро «Ель Піларіко» Мунера Буйлес (ісп. Álvaro Múnera; нар.. 1965, Медельїн) — відомий колумбійський тореадор. Після закінчення кар'єри — активний захисник прав тварин.

## Життєпис
Альваро Мунера народився 1965 року в Медельїні, де з 4-річного віку спостерігав за боями биків. У 12-річному віці він вирішив стати тореадором. Його професійна кар'єра розпочалася у 17-річному віці. Агентом Альваро став Томас Редондо.
Мунера здобув 22 перемоги на арені, поки 22 вересня 1984 року на арені в іспанському Альбасеті бик на прізвисько Оксамит не напав на тореадора, завдавши тому значних каліцтв. Розлючений звір підхопив Альваро за ліву ногу і підняв, зламавши спортсмену п'ятий шийний хребець з незворотною медулярним враженням, що супроводжується черепно-мозковою травмою. Мунеру паралізувало.
Через чотири місяці його перевели до Меморіальної лікарні Джексона в Маямі (США). Там Мунера залишався на реабілітації 4,5 роки, і в цей час він відновив мобільність своїх рук та зміг розпочати рух в інвалідному візку. Він також скористався вільним часом для вивчення теософії.
Після повернення додому Альваро Мунера став активним противником кориди. У 1997 році в Медельїні він створив та очолив фонд захисту тварин Force Anticrueldad Unida by the Nature of Animals (Fauna). За свою діяльність його неодноразово критикували як серед прихильників кориди, так і серед зоозахисників. Перші вважають його зрадником, інші ж не можуть пробачити кривавого минулого.
2010 року Мунера виніс на розгляд Парламенту Каталонії законопроєкт про повну заборону кориди. Але прийнято його так і не було.